# Rock Is Not Enough
Rock Is Not Enough – jedenasty studyjny album polskiej grupy Acid Drinkers. Perkusję, partie gitar i bas nagrano w DK Taklamakan w Opalenicy, partie wokalne w Studio Elektra w Warszawie. Zmiksowano w Studio Elektra w Warszawie. Album wydany został przez Sony Music Entertainment Poland 24 maja 2004 roku. Płyta dotarła do 16. miejsca na liście OLiS w Polsce. 

## Lista utworów
Źródło.
1. „E.E.G.O.O.” – 5:26
2. „Life Hurts More Than Death” – 4:07
3. „The Ball and the Line” – 3:23
4. „Fill Me” – 4:06
5. „Black Blood Canyon” – 5:16
6. „When You Say to Me "Fuck You" Say It Louder” – 3:46
7. „Stray Bullets” – 4:01
8. „Jennifer and Ben” – 3:58
9. „Primal Nature” – 3:21
10. „Hate Unlimited” – 5:11

## Twórcy
Źródło.
- Tomasz „Titus” Pukacki – śpiew, gitara basowa, opracowanie plastyczne
- Tomasz „Lipa” Lipnicki – gitara, śpiew (3, 7)
- Dariusz „Popcorn” Popowicz – gitara
- Maciej „Ślimak” Starosta – perkusja, realizacja nagrań, miksowanie
- Adam Toczko – realizacja nagrań, miksowanie
- Przemysław „Perła” Wejmann – realizacja nagrań
- Szymon Sieńko – realizacja nagrań
- Marie Sokołowski – opracowanie plastyczne